# 島田行雄
島田 行雄（しまだ ゆきお、1955年4月5日 - ）は、大阪市福島区出身の元アマチュア野球選手・指導者である。ポジションは外野手。

## 来歴・人物
大阪府立市岡高等学校では投手を務めており、卒業後には近畿大学に入学する。関西六大学野球リーグでは外野手に転向し、1977年に2度ベストナインに選出された。
大学卒業後は社会人野球の松下電器産業チームに入団する。1985年の都市対抗野球では日本生命の補強選手に選ばれて中堅手として活躍し、日本生命の優勝に貢献した。また、当大会で橋戸賞を受賞し、社会人ベストナインにも選出された。1987年の都市対抗野球では10年連続選手に選ばれた。
1995年から2000年まで松下電器の監督を務め、2000年の社会人野球選手権では決勝で東芝を破り、チームを優勝に導いた。その後、近大附属高校の監督、近大泉州高校のコーチ、名古屋学院大学の監督を歴任した。
またその一方で、ABCテレビで高校野球解説者を務めた。